# Oleško
Oleško település Csehországban, a Litoměřicei járásban. Oleško Travčice, Libotenice, Hrobce és Bohušovice nad Ohří településekkel határos. Lakosainak száma 98 fő (2024. január 1.).

## Népesség
A település lakosságának változását az alábbi diagram mutatja:
| Lakosok száma | 139  | 128  | 174  | 146  | 99   | 85   | 88   | 90   | 100  | 98   |
|               | 1869 | 1890 | 1921 | 1950 | 1980 | 2001 | 2017 | 2019 | 2022 | 2024 |